# Portal 2
Portal 2 — компьютерная игра в жанре головоломки от первого лица, продолжение игры Portal (2007), разработанная компанией Valve Corporation. Игра была официально анонсирована Valve 5 марта 2010 года. Изначально её выпуск планировался осенью того же года, однако после нескольких переносов датой выхода Portal 2 было назначено 18 апреля 2011 года. В России игра вышла 21 апреля 2011 и распространяется компанией «Бука».
Продолжение развивает игровой процесс первой игры, состоящий из головоломок, построенных на использовании специального устройства для создания порталов — разрывов в пространстве — позволяющих игроку мгновенно перемещаться из одного места в другое. Среди множества нововведений геймплея в Portal 2 присутствует кооперативный режим для прохождения двумя игроками. Действие игры происходит спустя некоторое время после событий Portal в разрушенной и заброшенной Лаборатории исследования природы порталов (Aperture Science) и фокусируется на дальнейшем противостоянии всё той же главной героини, подопытной девушки Челл, и маниакального суперкомпьютера GLaDOS. В кооперативном режиме присутствует отдельная сюжетная линия.
Сравнивая Portal и его продолжение, Valve подчёркивает, что первая часть была лишь экспериментом, в то время как Portal 2 является уже полноценной игрой с совершенно новыми элементами геймплея и гораздо большей продолжительностью (игровой процесс рассчитан примерно на 6 часов в каждом режиме). Более того, на конференции GDC 2010 директор Valve Гейб Ньюэлл заявил, что Portal 2 — это лучшая игра за всю историю существования компании.

## Геймплей
Об основах игрового процесса см. Геймплей Portal
Основой игрового процесса Portal 2 остаётся использование переносного устройства для создания порталов, позволяющего игроку создавать два связанных между собой портала — разрыва в пространстве — через которые он может мгновенно перемещаться из одного места в другое и переносить различные предметы. На этом базируется прохождение игры и решение игровых головоломок; продолжение Portal, главным образом, вносит новые возможности применения порталов и их взаимодействия с окружающим игровым миром. Как и в Portal, начальные уровни постепенно обучают игрока новой механике и дают ему освоить новые элементы геймплея, прежде чем переходить ко всё более сложным головоломкам. В то же время, как обещали разработчики, свобода действий игрока не будет идти по нарастающей от начала до конца игры, как это было в Portal, а будет придерживаться иной тенденции. Игрок путешествует по разным местам вымышленного комплекса Aperture Science, где ему встречаются как заброшенные и покрытые густой растительностью тестовые камеры (среди которых есть и те, что присутствовали в первой игре), так и воссоздающиеся прямо у него на глазах, что, в свою очередь, влечёт многочисленные переходы через машинные и индустриальные помещения, снабжающие эти камеры.
Очень важную роль в новом игровом процессе Portal 2 играет физика: присутствуют различные объекты, взаимодействующие между собой с использованием порталов. Новым элементом геймплея стал ряд разного типа жидкостей, которые проходят по многочисленным трубам комплекса Aperture Science. Будучи разлитыми по тестовым камерам, эти жидкости могут влиять на игрока и предметы, соприкасающиеся с ними. Одна из них, называющаяся «проталкивающим гелем» (англ. Propulsion Gel) и имеющая оранжевый цвет, способна увеличить скорость игрока: например, длинная дорожка из проталкивающего геля позволяет игроку с достаточной скоростью миновать смертельно опасные ловушки. Другой тип жидкости, синий «отталкивающий гель» (англ. Repulsion Gel), пружинисто отталкивает игрока и позволяет ему совершать высокие прыжки. К примеру, можно преодолеть обширную яму с токсичными отходами, зигзагами отскакивая от двух расположенных над ней параллельных стен с нанесённым на них отталкивающим гелем. В игре также есть «преобразующий гель», позволяющий создавать на поверхности, покрытой им, порталы. Когда такие физические свойства могут понадобиться для прохождения определённых участков тестовых камер, игрок может переносить туда сгустки этих гелей при помощи порталов.
В Portal 2 включены новые элементы прохождения тестовых камер. К таким относится «транспортная воронка» (англ. Excursion Funnel), представляющая собой туннель из синих спиралеобразных энергетических линий, по которому могут пассивно перемещаться игрок и разные объекты, включая автоматические турели и вышеупомянутый гель. Игрок не может контролировать своё перемещение вдоль туннеля, но может в любой момент выйти из него. Транспортную воронку можно перенаправлять с помощью порталов, меняя точку её выхода, благодаря чему можно попасть в недоступные иным способом места. Это свойство необходимо для прохождения отдельных комнат. В тестовых камерах Уитли 04 и 16 можно «заставить» воронку поменять своё направление, нажав кнопку. При этом она меняет цвет с синего на оранжевый.
Ещё одним нововведением стали «мосты плотного света» (англ. Hard Light Bridge), проецируемые полупрозрачные плоские мостики, которые точно так же могут быть направлены в нужное место при помощи порталов. Мосты, кроме того, чтобы перемещаться по ним над опасными поверхностями, могут использоваться как воздушные препятствия, чтобы остановить летящие предметы. Кроме того, при помощи такого моста можно огородиться от турелей. Сквозь такую преграду турели замечают, но не атакуют игрока.
Большие расстояния в тестовых камерах GLaDOS 5, 6, 9, 10, 15 ,19 и в тестовых камерах Уитли 5, 6, 11 игрок сможет преодолевать с помощью «воздушной панели веры» (англ. Aerial Faith Plate), которая с большой силой может подбрасывать его и другие объекты. В игре встречаются тестовые камеры с несколькими панелями веры так, что прыгнув с одной, игрок попадает на другую, совершая последовательно несколько прыжков.
Среди известных по первой игре экспериментальных утяжелённых грузовых кубов в Portal 2 будет присутствовать их новый вариант, «кубы преломления подавленности» (англ. Discouragement Redirection Cubes), которые обладают гранями, преломляющими свет: при помощи них можно будет перенаправлять «термический луч подавленности» (англ. Thermal Discouragement Beam) в специальные гнёзда, чтобы давать игроку возможность продолжить прохождение уровня. Термический луч при этом является элементом игры, наносящий урон игроку и турелям, и в некоторых тестовых камерах используется для уничтожения последних при помощи кубов преломления.
Есть и ещё один вид объектов — «Франкен-турели», встречающиеся в 8 и 9 главах. Визуально представляют собой утяжелённый куб, дополненный деталями турелей. В зависимости от ориентации в пространстве, способен ползать в одном направлении с некоторой скоростью (не ползёт, если стоит на кнопке).
Такие элементы как «скруглённые кубы безопасности» в форме шара присутствуют только в кооперативном режиме и не вошли в одиночную игру. Их применение идентично простым утяжелённым кубам, которые помещаются в специальные корзины, открывая игроку путь для дальнейшего прохождения. Сложность взаимодействия с шарами заключается в их форме, не позволяющей шару спокойно лежать на месте, а также их свойстве подпрыгивать как мячи — из-за этого их гораздо труднее доносить до нужного места, также, в отличие от кнопки, корзина не реагирует на вставшего на неё игрока. Подобный шар использовался в Portal при прохождении усложнённой версии одной из игровых карт.
Тем не менее, целых два шара встретятся в составе пролетающего мимо мусора в одной из комнат («О, прости. Я ещё расчищаю эти камеры: в них полно мусора, который стоит… стоит и смердит без всякой пользы» — GLaDOS). Помимо них, пролетать так же будут СD, дефектная турель и радио. С их помощью можно активировать кнопку, не прибегая к кубу.
Ещё одним анонсированным, но не вошедшим в игру элементом являются «Клапаны воздушного разнообразия»(англ. Pneumatic Diversity Vent), представляющие собой открытую часть стеклянной пневмотрубы, засасывающую предметы поблизости. Предполагалось, что игрок сможет при помощи порталов заставлять трубу засасывать различные предметы (например, турели).

### Кооперативный режим
Одной из главных особенностей Portal 2 стало наличие отдельной многопользовательской игры на двух игроков, которые, взаимодействуя друг с другом, вместе проходят тестовые камеры и решают головоломки. Игрок может видеть то, что видит напарник, с использованием картинки в картинке. Обоим игрокам даётся полноценная версия портальной пушки, и, хотя связь по-прежнему останется исключительно только между парой порталов, а не всеми четырьмя, каждый из игроков сможет использовать и свои порталы, и порталы напарника — это является одним из ключевых моментов кооперативного режима. Для ориентации между ними пара порталов одного игрока имеет синий и фиолетовый цвета, а другого — красный и оранжевый. Большинство головоломок в кооперативном режиме так же заключаются в применении порталов и взаимодействии их с различными элементами тестовых камер, но, как правило, они построены гораздо сложнее, чем в одиночной игре, и нацелены на совместные действия обоих игроков, требующие повышенной смекалки и реакции. В отличие от одиночной игры, при гибели любого игрока его персонаж заново появляется в определённом месте карты, что снимает необходимость загрузки последней сохранённой игры.
Для удобства связи между игроками и координирования их действий предусмотрено размещение специальных маркеров в тестовых камерах, которые позволяют обращать внимание партнёра на нужный объект, место или призывают совершить какое-то действие. Также персонажам дана возможность делать незначительные для игрового процесса действия — например, подавать друг другу знаки жестами рук или пускаться в радостный танец.

## Сюжет

### Одиночный режим
А, это ты... Давно не виделись... Как дела? Я была так занята, пока была мертва. Ну... после того, как ты убила меня. Ладно. Слушай, мы обе наговорили много такого, о чем ты ещё пожалеешь. Но сейчас мы должны забыть про наши разногласия. Ради науки. Ты чудовище.GLaDOS
В комиксе «Лабораторная крыса», связывающем сюжет Portal и Portal 2, выживший учёный Даг Раттман после уничтожения GLaDOS помещает Челл в камеру консервации. По техническим причинам ему не удаётся выставить дату пробуждения.
Долгое время Лаборатория исследования природы порталов пребывала в запустении и о GLaDOS ничего не было слышно. Очнувшуюся Челл встречает один из многочисленных модулей персональности по имени Уитли, который соглашается проводить её к спасательной капсуле. В результате они попадают в комнату управления, где, пытаясь подать питание на спасательную капсулу, Уитли случайно включает GLaDOS. GLaDOS, однако, не спешит мстить Челл; вместо этого она возобновляет испытания с портальной пушкой и одновременно с этим принимается за восстановление разрушенной Лаборатории.
Через некоторое время Уитли удаётся помочь подруге совершить побег. Они решают уничтожить GLaDOS и следуют в цех по производству боевых турелей, где заменяют эталонный образец бракованным (чем провоцируют выпуск только бракованных изделий). Затем друзья уничтожают запасы нейротоксина, чтобы лишить GLaDOS этого оружия. Вскоре Челл и Уитли разделяются, и девушка попадает в ловушку, устроенную GLaDOS. Пытаясь убить беглянку, GLaDOS сначала активирует роботов, но, видя, что они бесполезны, пытается выпустить нейротоксин, но вместо зелёного смертоносного тумана из трубы выкатывается Уитли. Это даёт время, и Челл заменяет личностный модуль суперкомпьютера на Уитли при помощи «кнопки выхода из безвыходной ситуации».
Став почти всесильным, Уитли сначала намеревается отпустить Челл (как и обещал), но затем резко меняет своё мнение, говоря, что она предала его и вообще ничем не помогала. В порыве ярости он ломает лифт, в котором находились Челл и модуль GLaDOS (теперь работающий от картофельной батарейки). Они падают в один из туннелей, построенных во время основания лаборатории, однако обеим удаётся выжить.
Беспомощную GLaDOS утаскивает птица, которую ранее случайно привёл в лабораторию Уитли, взяв её яйца, чтобы испортить дверь. Челл вскоре находит её, и GLaDOS уговаривает девушку взять её с собой, мотивируя это тем, что теперь они объединены против общего врага. С этого момента и почти до самого конца игры картофелина с GLaDOS будет помещена на устройство создания порталов.
Вынужденные действовать сообща, они проходят через многочисленные заброшенные помещения, показывающие весь исторический процесс формирования лаборатории от начала 1950-х и заканчивая 1980-ми. Все это время их будет сопровождать записанный на плёнку голос основателя лаборатории Кейва Джонсона. Иногда в его беседу будет вклиниваться другой голос — его ассистентки Кэролайн. Постепенно GLaDOS узнаёт этот голос и «вспоминает», что её основополагающий модуль создан именно на основе Кэролайн, которой стареющий, и больной на тот момент, Джонсон доверил управление лабораторией.
Выбравшись наружу, Челл снова оказывается вовлечена в прохождение тестов, устроенных Уитли. За время их отсутствия Уитли из-за собственной некомпетентности успел как следует разрушить лабораторию, и GLaDOS часто сокрушается по этому поводу. Из-за всех разрушений в лаборатории появилась опасность взрыва реактора.
Пройдя почти все тесты, Челл встречается лицом к лицу с новым хозяином комплекса. Картофелина с GLaDOS помещается в пульт управления, а сама девушка берёт на себя открытую борьбу с суперкомпьютером. Уитли решает не повторять ошибок GLaDOS и поэтому удаляет с поля боя все поверхности, на которых возможно открытие порталов. Однако он забывает о трубах, которые взрываются от его же бомб и заливают комнату разноцветными гелями. Поочерёдно добавляя в Уитли бракованные модули, Челл вызывает в нём критическую ошибку, которая даёт возможность произвести обратную замену Уитли на GLaDOS, однако, отброшенная взрывом заминированной «кнопки выхода из безвыходной ситуации», она теряет возможность окончательно расправиться с врагом. Неожиданно где-то над Уитли обрушивается часть крыши, и становится видна Луна в ночном небе. Вспомнив, что «преобразующий гель» делался из перемолотой лунной породы, героиня из последних сил выстреливает порталом в Луну, и Уитли вместе с Челл затягивает в космос. GLaDOS спасает девушку, заодно отсоединив Уитли. Когда Челл приходит в сознание, перед ней стоят роботы для кооперативных испытаний.
Вновь взяв под свой контроль лабораторию, GLaDOS наводит порядок и благодарит Челл за помощь, называя её своей подругой. После она удаляет из своей памяти личность Кэролайн и говорит, что Челл приносит одни неприятности и что проще её отпустить, чем пытаться её убить. Постепенно поднимаясь на лифте всё выше, Челл видит турели, исполняющие в её честь песню. В финале Челл оказывается посреди пшеничного поля, дверь за её спиной захлопывается. Через мгновение вслед за ней за дверь выбрасывается потрёпанный Куб-компаньон.
Далее следуют титры, где GLaDOS исполняет песню «Want you gone». После этого показывают ролик, в котором Уитли, паря в космосе, раскаивается в содеянном. Вокруг него летает модуль, помешанный на космосе, и постоянно выкрикивает фразы «Космос такой большой, надо посмотреть всё!», «Я в космосе!» и «К-О-О-О-С-М-О-С!».

### Кооперативный режим
Главными героями кооперативного режима стали Атлас и Пи-Боди — роботы, которых Челл встречает в конце игры. GLaDOS проводит тренировочные испытания, после которых отправляет роботов за пределы лаборатории на поиски секретных данных. Получив нужную информацию, GLaDOS отправляет роботов в заброшенный бункер, где, по её словам, находятся «голодные и раненые люди». После раскрытия головоломок роботы вскрывают бункер, где находят капсулы с людьми. GLaDOS говорит, что получила то, что хотела, а роботов объявляет спасителями науки, после чего уничтожает их. Но они снова могут быть собраны на конвейере и продолжать испытания.
В дополнении «Экспертная Оценка» GLaDOS снова собирает Атлас и Пи-Боди и в новых тестовых камерах вводит их в курс событий.

Добро пожаловать. В будущее. Прошло сто тысяч лет с тех пор, как я в последний раз собирала вас для испытаний. Помните людей, которых вы нашли? Мы изучили науку. Без вашей помощи. Теперь испытания — это вид искусства. Люди настояли, чтоб я показала вам свои последние инсталляции. Здесь, в будущем. Где все люди живы. — GLaDOS
Однако позже оказывается, что GLaDOS соврала. С момента вскрытия бункера прошла всего неделя. На нижних уровнях лаборатории находится её прототип, который неизвестным образом пришёл в действие и теперь пытается взять на себя контроль над комплексом, отключая важные системы. Роботы были вновь собраны с целью запустить эти системы вручную, а также с целью тренировки из себя «отряда убийц» для уничтожения прототипа.
Когда роботы достигают нижних уровней и входят в комнату с прототипом, оказывается, что на консольной клавиатуре прототипа свила гнездо та самая птица, которую случайно привёл в лабораторию Уитли. Птица случайно нажимала клавиши на клавиатуре, дезактивируя тем самым системы комплекса. GLaDOS впадает в панику и рекомендует роботам спасаться бегством, однако те проявляют инициативу и прогоняют птицу, после чего GLaDOS хвалит их. Оставшиеся в гнезде яйца GLaDOS сперва хочет уничтожить, однако сразу передумывает и останавливает роботов. Финальный ролик демонстрирует GLaDOS, наблюдающую за вылупившимся птенцами в инкубаторе и проявляющую некоторое подобие материнских чувств. В конце она замечает, что птенцы «словно маленькие машины для убийства» и у неё есть на них планы.

### Персонажи
- Челл (англ. Chell) — игровой персонаж, главная героиня Portal и Portal 2.

Челл была подопытной девушкой, которая прошла все испытания подземного комплекса Aperture Science и уничтожила суперкомпьютер GLaDOS в первой игре, после чего ненадолго оказалась на поверхности и, будучи недвижимой, была возвращена обратно роботом-распорядителем вечеринки. Дальнейшее время до пробуждения Челл провела в анабиозе.
- GLaDOS (Genetic Lifeform and Disk Operating System) — Генетическая форма жизни и дисковая операционная система. Озвучена Эллен Маклейн.

GLaDOS — суперкомпьютер Aperture Science, который при своём запуске обрёл самосознание и убил всех учёных в Лаборатории исследования природы порталов. Взяв управление Лабораторией, GLaDOS устроила бесконечный цикл испытаний с Переносным устройством создания порталов на подопытных людях. Когда Челл в игре Portal сумела пройти все испытания, GLaDOS попыталась убить девушку, но в результате была сама уничтожена ею. Через некоторое время после пробуждения Челл Уитли случайно восстанавливает GLaDOS.
- Уитли (англ. Wheatley) — модуль смягчения интеллекта. Озвучен Стивеном Мерчантом.

Один из так называемых модулей искусственного интеллекта — шарообразных машин с искусственным интеллектом, для разных целей использующихся в комплексе Aperture Science. Болтливый модуль по имени Уитли был спроектирован для смягчения интеллекта GLaDOS, чтобы хоть как-то контролировать её, он перемещается по Лаборатории на специальных рельсах, является проводником и помощником Челл на первых уровнях Portal 2. Позже GLaDOS назвала его специально спроектированным дураком. В конце предаёт Челл и захватывает управление над лабораторией, но позже GLaDOS и Челл нарушают его планы и отправляют его в космос.
- Кейв Джонсон (англ. Cave Johnson) — основатель и председатель совета директоров корпорации Aperture Science. Озвучен Джонатаном Кимблом Симмонсом[26].

Умер до событий Portal. В игре появляется только его голос в виде заранее записанных обращений к испытуемым и несколько портретов разной степени давности.
- Кэролайн (англ. Caroline) — секретарь и правая рука Кейва Джонсона. Озвучена Эллен Маклейн.

Является прототипом GLaDOS. Как и Кейв Джонсон, в игре появляется в виде голоса и на портрете, который разработчики вставили в качестве пасхального яйца.
- Атлас (англ. Atlas) и Пи-боди (англ. P-body)[27] — два робота, игровые персонажи в кооперативном режиме Portal 2[28]. Роботы были собраны GLaDOS незадолго до побега Челл, как новые подопытные в экспериментах с порталами[29]. Роботы собраны из модуля искусственного интеллекта и автоматической турели. В процессе игры GLaDOS также называет их Синий и Оранжевый (англ. Blue and Orange)[28]. Озвучены Ди Брэдли Бейкером[30].

### Юмор
Неотъемлемой частью Portal является наличие большого количества юмора в игре; Куб-компаньон и постоянные разговоры GLaDOS о торте завоевали симпатию множества игроков и стали популярными Интернет-мемами. В Portal 2 разработчики обещают намного больше подобных вещей, чем в первой части, но они намерены тщательно определиться, какие шутки будут возвращены из Portal. «Я уже сыт по горло шутками про торт», — заявляет главный сценарист игры Эрик Уолпоу, «Кубики останутся, так как они являются одним из игровых элементов, GLaDOS останется, но воскрешать мем трёхлетней давности я не хочу. Это будет печально и глупо». Впрочем, и Куб-Компаньон, и торт все-таки промелькнули в игре. Первый (вернее, его копия) был задействован в одной из головоломок, в ходе которой GLaDOS неоднократно его дезинтегрировала, а оригинальный Куб был выброшен из комплекса Aperture Science вместе с Челл. Торт был упомянут лишь один раз. После нейтрализации турелей и нейротоксина Челл обнаружила дверь-ловушку, на которой было написано «Аварийное отключение GLaDOS и выдача торта» (англ. «GLaDOS emergency shutdown and cake dispensary»).
В конце игры, после титров, показывается ролик, в котором Уитли рассуждает сам с собой, паря в космосе, а вокруг него летает модуль, помешанный на космосе, и постоянно выкрикивает: «Я в космосе». Также любовь игроков снискали бракованные турели и их реплики.

## Загружаемый контент

### Sixense MotionPack DLC
DLC «Sixense MotionPack», вышедший 17 июня 2011 года, состоял из десяти дополнительных одиночных уровней, и был доступен только для обладателей контроллера Razer Hydra от Sixense. На этих уровнях к портальной пушке были добавлены дополнительные возможности, такие как вращение объектов в трёх измерениях, передвижение объектов на расстояние, передвижение и вращение порталов, а также возможность изменения размеров специального вида кубов. 6 ноября 2012 года в Американском регионе и 14 ноября в Европейском регионе на Playstation 3 вышел DLC с поддержкой PS Move от Sixense. Дополнение поддерживает те же самые действия, как при использовании контроллера Razer Hydra на ПК.

### Peer Review
29 апреля 2011 года было анонсировано бесплатно загружаемое дополнение под названием «DLC #1». Дополнение должно было добавить новые камеры с испытаниями, таблицу рекордов и новый режим игры «Challenge Mode», а также стать первым распространяемым одновременно для PC, Mac OS X, PlayStation 3 и Xbox 360. Первоначально выход был запланирован на лето 2011 года.
18 августа 2011 года из интервью Дага Ломбарди Kotaku.com стало известно, что дополнение выйдет в середине сентября, так как, по его словам, «сентябрь технически является летом». 30 сентября выход дополнения был снова перенесен, уже на 4 октября. 3 октября, за день до предполагаемого релиза, по данным журнала PC Gamer, дата выхода обновления снова была отсрочена до среды 5 октября. Однако дополнение вышло 4 октября, сменив название на «Экспертная Оценка» (англ. Peer Review), несмотря на информацию от PC Gamer, оно содержало 9 новых карт для кооперативного режима, а также обещанный новый режим игры на время «Challenge Mode» с таблицами рекордов в Steam Community. 

### Perpetual Testing Initiative
27 апреля 2012 года вышел трейлер к третьему DLC под названием «Программа бессрочного тестирования». Новое дополнение состоит только из Puzzle Maker (Название пишется в консоли при загрузке абсолютно любой карты*) — редактора карт, который легче в освоении, чем Valve Hammer Editor, но с некоторыми ограничениями, например, доступно только стандартное лабораторное окружение. С помощью него можно создавать тестовые камеры прямо в игре и оттуда же выкладывать их в Steam Workshop. Дополнение вышло 8 мая 2012 года для PC и Mac OS X.

## Разработка игры
Portal был стендом для испытаний. Portal 2 — это игра.Даг Ломбарди, маркетинговый директор Valve
Краткое описание разработки игры можно прочитать в интерактивной книге «Final hours of Portal 2».
После огромного успеха Portal компания Valve заявила в начале 2008 года, что будет продолжать работать над ним, и это будет не просто работой над дополнительными уровнями. Позже ведущий дизайнер Portal Кимберли Свифт подтвердила в программе X-Play, что ведётся разработка именно второй части игры. Маркетинговый директор Valve Даг Ломбарди, однако, сообщил, что новый Portal выйдет не в 2008 году. Как объяснил Даг сайту Computer and Video Games, поскольку первая игра получила такие высокие оценки благодаря своему инновационному геймплею, второй Portal должен быть столь же оригинальным в плане и игрового процесса, и сюжета: «Мы могли бы быстро выпустить Half-Life 2 за 18 месяцев. Он был бы на том же движке, и это было бы просто ещё одной пробежкой по Чёрной Мезе. Но это не наш стиль. Я не думаю, что вы увидите следующий Portal через шесть лет, но это определённо не будет старый Portal с новыми текстурами».
До официального анонса игры название «Portal 2» использовалось среди разработчиков и игроков только как рабочее, что подкрепляло мнение множества людей о том, что новая игра будет не продолжением первой, а её предысторией. Такая теория возникла, когда Valve занялась поиском актёров для озвучивания другого нового персонажа игры — основателя Aperture Science Кейва Джонсона, который, как уже было известно, умер ещё до событий Portal (см. События до сюжетной линии Portal).

### Основы
Valve начали разработку Portal 2 вскоре после выхода первой игры, однако в процессе этого они не раз переключали своё внимание на параллельно разрабатываемые игры Left 4 Dead и Left 4 Dead 2. Разработку Portal 2 от Portal отличает то, что первая часть была для Valve игрой-экспериментом, и они не знали, как её встретит игровое сообщество. В связи с этим они проявляли осторожность в её создании, используя небольшую команду, как можно меньше новых графических материалов и небольшую продолжительность, и выпустили как маленькое оригинальное дополнение к составу набора The Orange Box. Когда Portal после своего выхода заработал множество высоких оценок, став настоящим феноменом в игровой индустрии, Valve без всякого риска смогли вложить все свои силы и средства для создания его продолжения, которое должно было стать уже полноценной игрой и многократно повторить успех предшественника. Работавшая над Portal команда из 8-и человек выросла примерно до 30-и и постепенно продолжала пополняться.
В конце 2009 года ведущий дизайнер Кимберли Свифт, возглавлявшая группу студентов, приглашённых Valve для разработки первой части, оставила создание Portal 2 и покинула Valve, получив предложение о работе в другой компании — Airtight Games, которая высоко расценивала опыт девушки. Но, по словам Valve, уход Кимберли никак не сказался на дальнейшей разработке игры, поскольку самая важная её заслуга уже состояла в базовом игровом процессе Portal, замешанном на порталах. В числе разработчиков Portal 2 группа Кимберли оказалась не единственной командой, нанятой из Института технологий DigiPen. Valve пригласила студентов, создавших в 2007 году игру Tag: The Power of Paint, которая получила награду за лучшую студенческую разработку на Фестивале независимых игр 2009. В Tag игроку давался пистолет, стреляющий тремя видами красок. Каждая из красок, проливаясь на любые поверхности в игре, придавала им различные свойства: увеличивала скорость передвижения по ним, усиливала прыжок в высоту с этих поверхностей или же, наоборот, приклеивала к ним игрока. Как и в случае с Narbacular Drop, которая принесла идею порталов в Portal, игровой процесс с красками, взятый из Tag, был развит как один из новых элементов геймплея в Portal 2.
При всех нововведениях игрового процесса Portal 2 для Valve было крайне важно тщательно рассчитывать её сложность и не вовлекать игроков — как знающих геймплей Portal, так и нет — в дезориентацию при решении головоломок. В первую очередь, переносное устройство создания порталов не претерпело никаких изменений, так как разработчики считают, что применение двух порталов удачнее всего годится для изучения игровой механики. Ещё на ранней стадии разработки Valve попробовали услышать отзывы тестеров игры о новых элементах геймплея, не давая им в руки устройство. «Мы достаточно быстро обнаружили, что даже при том, что у нас имелась довольно интересная игровая механика, каждый наш тестер говорил: „Да, всё это хорошо, но где моя портальная пушка?“». Но вместе с тем Portal 2 не должен был быть бездумным действием и обязан научить игроков, как выражаются Valve, «мыслить портально», заставить их получать удовольствие от решения каждой головоломки и не переставать восхищаться игрой.

### Создание кооперативного режима
В Valve много раз приходилось слышать, что люди часто проходили первый Portal совместно — то есть играли и решали игровые головоломки в кругу друзей или семьи, поэтому разработчики взяли за обязательное ввести в Portal 2 кооперативный режим. «Это действительно интересно», — рассказывал менеджер проектов Valve Эрик Джонсон, «Это была наиболее подходящая игра для времяпровождения с подружкой и, что ещё более необычно, для мам, наблюдающих, как играют их дети. Так что мы чувствовали, что просто обязаны предоставить возможность игры в две пары рук».
Равно как и в одиночной игре, голос компьютера GLaDOS регулярно комментирует прохождение игроками тестовых камер. Разработчики пробовали вариант, при котором она поощряла игроков по отдельности, говоря каждому разные вещи — тем самым пытаясь создать некий раздор между ними. Поначалу разработчикам понравилось такое обращение, дополняющее чёрный юмор игры, но они не приняли эту идею по причинам того, что она нарушала целостность сюжета и оттеняла кооперативный геймплей соперничеством игроков за призовые очки. Изначально в Valve действительно рассматривали идею ввести в Portal 2 соревновательный режим для двух игроков, но в результате тестирования эта идея оказалась неудачной. Суть соревновательного режима напоминала игру в спидбол: игрокам выдавался мяч, который они должны были как можно быстрее донести до финиша, используя для этого различные трюки с устройствами создания порталов. Однако с самого начала действия альфа-тестеры игры пытались всячески помешать друг другу перехватить мяч, выстреливая друг в друга порталами и тем самым устраивая постоянные ловушки, из-за которых планируемое соревнование превращалось, как сказал сценарист Эрик Уолпоу, в «настоящий кошмар».

### Сюжет и дизайн персонажей
В то время как над сюжетом Portal работал один сценарист — Эрик Уолпоу, — для гораздо большего по продолжительности Portal 2 к нему были подключены ещё двое людей: Чет Фэлизек, один из сценаристов серии Half-Life, а также известный сатирик Джей Пинкертон. Создавая сюжет для второй игры, команда сценаристов, по большей части, тщательно согласовывала его с игровым процессом и элементами дизайна. Первым делом они определяли сюжетную основу — таким образом, чтобы выстраиваемый вокруг неё геймплей был как можно больше интересен игрокам. Изрядная часть сюжета, включающая в себя мелкие детали и диалоги персонажей, писалась на поздних стадиях создания игры, поскольку игровой процесс и дизайн могли за это время неоднократно меняться. Сиквел Portal вобрал в себя множество новых сюжетных элементов и новых персонажей, но главной линией, на которой фокусировались создатели игры, были отношения Челл и GLaDOS и их дальнейшее развитие после событий первой части.
В Valve уделили много внимания созданию игрового персонажа. Поэкспериментировав с несколькими его вариантами, создатели решили, что лучше всего будет вернуть в качестве главного героя девушку Челл, и переключились на проработку её нового образа. Согласно сюжету, она должна была быть одетой и экипированной машинами, поэтому её униформу нужно было сделать простой, неброской и практичной, но в то же время не забывать, чтобы Челл оставалась привлекательной для игроков. Новая униформа главной героини должна ассоциироваться с обличием именно подопытного субъекта, а не заключённого, как оранжевая роба в первой игре. По той же причине для Челл сделали головной убор, вдохновлённый шлемами лётчиков-испытателей. Такой шлем, наряду с новым костюмом, дал достаточно места, чтобы разместить на нём хорошо распознаваемые знаки и индексы — всё это должно подчёркивать то, что Челл имеет дело не с людьми, а с компьютерами. Однако в финальной версии от идеи со шлемом и новым комбинезоном отказались, и Челл носит всё тот же оранжевый комбинезон, правда, расстёгнутый и завязанный вокруг талии. Из-под комбинезона видна белая майка. Чтобы объяснить, каким образом рессоры крепятся к ногам, во второй части героиню обули в особые сапоги.
Определённые изменения проходил и дизайн новых персонажей. Два робота, которыми игроки управляют в многопользовательском режиме, по задумке разработчиков должны были чем-то напоминать людей, но при этом всё равно выглядеть как роботы. На первых набросках художников эти двое персонажей получались похожими на роботов-антагонистов из фильма «Западный мир», но со временем приобрели более карикатурный вид благодаря тому, что разработчики использовали в качестве их деталей элементы автоматических турелей и модулей персональности. Это не только придало роботам стилистическую ассоциацию с комплексом Aperture Science, но и сделало так, что смерть такого персонажа на глазах у его напарника (что в сравнительно сложном кооперативном режиме будет происходить не один раз) несёт определённый юмор, чего не было бы в случае гибели человека или человекоподобного персонажа. Кроме того, возвращение персонажа после смерти получило логическое объяснение — робот просто собирался заново, в то время как человеку бы приходилось невероятным образом воскресать. По этим причинам Valve и отказались от первоначальных героев кооператива — на их место планировалось поставить всё ту же Челл и другую подопытную девушку по имени Мэл в качестве напарницы.
На стадии разработки игры, ещё одного нового персонажа — Уитли — временно озвучивал художник-аниматор Valve, Ричард Лорд. Его голос настолько понравился фанатам игры, что когда его объявили лишь временной заменой профессиональному актёру, некоторые игроки стали организованно просить Valve оставить озвучивание только Лорду. Тем не менее, актёра сменили — им стал английский комик Стивен Мерчант.

### ARG-головоломка и анонс игры
До официального анонса Valve почти не давала никаких комментариев о ходе разработок Portal 2, и в новостях не было каких-либо подробностей о грядущей игре, пока 1 марта 2010 года разработчики не выпустили одно необычное обновление для первого Portal с таким описанием:
Изменена частота радиопередачи для соответствия федеральным
и государственным инструкциям управления частот.описание обновления игры
Это обновление положило начало игре в альтернативной реальности (ARG) от Valve, выполненной в виде головоломки и постепенно раскрывающей некоторые детали Portal 2. Обновление включало в Portal новый пункт в Систему достижений игры — «Передача получена». Как выяснилось, это достижение касалось радиоприёмников, встречаемых игроком в Лаборатории исследования природы порталов. Когда игроки брали радио в руки и несли с собой, в 26 разных местах игры лампочка на нём сменяла цвет с красного на зелёный, и оно ловило сигналы с закодированными посланиями. Опытные фанаты игры додумались извлечь новые аудиофайлы с этими звуками и открыть их в программе для просмотра телевидения с медленной развёрткой (способ передачи изображения с помощью радиосвязи). В результате они обнаружили в 22 файлах скрытые пронумерованные изображения с логотипами Aperture Science и различными предметами — техникой, записями, клавиатурой, человеческим черепом и т. д.
Как выяснилось, цифры с найденных изображений выстраивались в преобразованный в MD5-хеш (он же содержался в посланиях Морзе), под который подбирался номер электронной доски BBS (зарегистрированный в Керкленде, штат Вашингтон, где находился первый офис Valve). Используя этот номер вместе с именем пользователя и паролем, которые так же присутствовали в посланиях Морзе, игроки смогли выйти в BBS, выполненный как терминал с названием «Aperture Laboratories GLaDOS 3.11». Там обнаружилось большое количество изображений в ASCII-формате и текстов, в которых присутствуют явные отсылки к грядущему Portal 2 и, возможно, к Half-Life 2: Episode Three.
3 марта на «BBS Aperture Science» появилась строчка ESTIMATED TIME REMAINING (с англ. — «примерное время окончания»), значение которой постоянно менялось на самые разные точки времени, например, «последний четверг», «доисторическая эра», «момент тепловой смерти Вселенной»; там же имелся постепенно увеличивающийся индикатор. Значение индикатора дошло до конца 5 марта, и именно в этот день состоялся официальный анонс Portal 2. Вместе с анонсом журнал GameInformer начал издание большого количества официальной информации о её геймплее и сюжете: в свежем номере был опубликован большой предварительный обзор, а на официальном сайте журнала открылся специальный раздел, постепенно в течение марта раскрывающий детали создания Portal и Portal 2. Сообщалось также, что выход Portal 2 был ориентирован на «грядущий праздничный сезон» — как утверждал GameInformer, под этим Valve имела в виду осень 2010, предшествующую зимним праздникам.
На этом Valve не перестала добавлять новые элементы в свою головоломку и продолжила давать ссылки на детали игры. В тексте анонса Portal 2 на официальном сайте Steam Valve подчеркнула некоторые буквы, из которых собираются слова drattman nh0nee — это новые имя пользователя и пароль в «BBS Aperture Science», открывающие ещё одну часть головоломки. С ними пользователь может увидеть изображения, автором которых является человек по имени Даг Раттманн; эти рисунки дают намёки на кооперативный режим, который появится в игре.
Следующий этап ARG произошёл 11 марта, когда директору Valve Гейбу Ньэллу на конференции GDC вручали награду за новаторство в индустрии игр — игроки правильно угадали, что именно на эту дату ссылалось название терминала в BBS («GLaDOS 3.11»). Как раз в тот момент, когда Гейб рассказывал о данной ARG-головоломке, компьютер со слайд-шоу внезапно выдал «синий экран смерти». Когда же Гейб покидал сцену, он сказал напоследок «Удачи с разгадкой этого», после чего обнаружилось, что на мониторах было два разных синих экрана, и на одном из них в качестве названия операционной системы стояло «GLaDOS». Фанаты, воспользовавшись EBCDIC, расшифровали код ошибки на этом экране как «Suspend until E3» (с англ. — «Временная остановка до E3»).
Впоследствии подтвердилась очевидность того, что это была отсылка на презентацию Portal 2 в рамках игровой выставки E3 15 июня 2010 г. Однако позже предпоказ игры на E3 был отменён: вместо этого Valve объявила, что устроит игрокам некий сюрприз, дата и суть которого, как следствие, останутся неразглашёнными вплоть до самого сюрприза. Одновременно с этим компанией был перенесён релиз Portal 2: вместо обещанной источником GameInformer осени 2010 выход игры назначили на следующий год. Сюрпризом, о котором говорила Valve, оказалась внезапно состоявшаяся, вопреки заявлению, небольшая презентация Portal 2 на E3. Во время пресс-конференции Sony, показ игры Dead Space 2 был неожиданно прерван голосом GLaDOS, после чего на сцену вышел Гейб Ньюэлл и представил зрителям первый тизер Portal 2 и первое геймплейное видео игры, а также объявил о поддержке игры консолью PlayStation 3. Позже, в августе, Portal 2, был представлен на другой международной выставке — GamesCom, где, помимо новых материалов об игровом процессе, была оглашена первая планируемая дата выхода игры, 9 февраля 2011 года. 18 ноября от Valve появилась новость, что эта дата была вновь перенесена — на 18 апреля 2011 года, однако такая задержка в два месяца, как подчёркивает компания, стала самой короткой в её истории. Спустя примерно месяц Valve огласила ещё меньшую задержку, в результате которой выход Portal 2 отодвинулся всего на три дня — к 21 апреля 2011 года.
На выставке Consumer Electronics Show 2011 Valve продемонстрировала несколько уровней Portal 2, разработанных специально для игры с контроллером «Hydra Motion Controller» от Razer. Покупателям контроллера доступны 6 дополнительных уровней, специально адаптированных для него.
1 апреля в магазине Steam появился сборник из 13 игр со скидкой в 75 %, шапочками к TF2 и названным «Potato Sack Pack». Позже для всех 13 игр вышли обновления с одинаковой пометкой: #PotatoFoolsDay. В играх были подсказки, загадки, шифры и прочие упоминания, относящиеся к Portal 2. Также поменялась и Valve ARG Wiki, на логотип Портал 2 в картошке. Игроки, нашедшие все секреты ARG, получили Valve Complete Pack (C возможностью подарить игру-дубликат).

### Реклама и релиз
Portal 2 стал первым продуктом Valve, выпущенным одновременно как для Windows, так и для Mac OS X через платформу Steam. Люди, купившие Portal 2 для PlayStation 3, также могут получить доступ к игре на платформе Steam для Windows и Mac OS X, связав свои профили в Steam и PlayStation Network. Версии самой игры для Xbox 360 не будут отличаться от версии для PlayStation 3.
Valve самостоятельно занималась созданием рекламных роликов для Portal 2. По словам Дага Ломбади, в прошлом Valve сотрудничали с рекламными агентствами, однако в итоге компания решила отказаться от их услуг и приняла решение доверить съёмку рекламы разработчикам, которые как никто лучше знают игру.

## Саундтрек
Музыка в Portal 2 стала гораздо бо́льшим элементом геймплея, чем в первой части. Музыка в игре записана Майком Мораски. Зная, какую популярность среди игроков завоевала песня «Still Alive», исполненная Эллен Маклейн (озвучивающей GLaDOS) в Portal, Valve пригласила её автора — музыканта Джонатана Колтона — принять больше участия в работе над саундтреком к сиквелу. Поскольку «Still Alive» произвела впечатление на фанатов не в последнюю очередь из-за своего внезапного появления в конце игры, разработчики используют подобный подход с музыкой в Portal 2.
Одна из песен для саундтрека Portal 2 записана американской пост-панк группой The National. Эту песню нельзя просто так послушать, её надо найти в секретной комнате тестовой камеры 3, на уровне «Холодный старт» / «The Cold Boot», где её проигрывает радио.
В конце сюжетной кампании турели исполняют для Челл нечто наподобие оперной композиции («Cara Mia Addio»). Песню исполняют хор обычных турелей, толстая турель-солист (пародия на оперных певиц) и турель «Царь зверей» (гигантская турель в короне, покрашенная в цвета шкуры ягуара — именно она является источником низких звуков, которые появляются в конце композиции).
Финальной песней Portal 2 стала композиция «Want you gone», также исполненная Эллен Маклейн (GLaDOS) и написанная Джонатаном Колтоном.
Саундтрек на территории СНГ в розничной версии для ПК поставляется вместе с игрой. В нём всего 14 композиций, в то время как на официальном сайте доступно 64, однако некоторых из них на сайте нет.
| №   | Название                             | Длительность |
| --- | ------------------------------------ | ------------ |
| 1.  | «A Human Did This»                   | 6:43         |
| 2.  | «Ghost of Ratman»                    | 4:06         |
| 3.  | «Love as a Construct»                | 4:57         |
| 4.  | «Reconstructing Science (micro mix)» | 1:24         |
| 5.  | «Reconstructing Science (nano mix)»  | 0:39         |
| 6.  | «Robots FTW»                         | 3:38         |
| 7.  | «Science Can Be Fun»                 | 2:33         |
| 8.  | «Sunshine 1 (captured)»              | 2:48         |
| 9.  | «Sunshine 2 (smart)»                 | 2:48         |
| 10. | «Sunshine 3 (pure)»                  | 2:48         |
| 11. | «Technical Difficulties»             | 4:19         |
| 12. | «The Lab's Gone Dark»                | 3:11         |
| 13. | «Triple Laser Phase»                 | 4:15         |
| 14. | «Turret Wife Serenade»               | 1:38         |

Саундтрек состоит из 64 композиций. В 2022 году был переиздан на лейбле Ipecac, позднее саундтреков остальных игр Valve.

## Отзывы и продажи
| Сводный рейтинг       | Сводный рейтинг                        |
| Агрегатор             | Оценка                                 |
| --------------------- | -------------------------------------- |
| GameRankings          | ПК: 95,16 % X360: 94,00 % PS3: 93,95 % |
| Metacritic            | 95/100                                 |
| Иноязычные издания    |                                        |
| Издание               | Оценка                                 |
| 1UP.com               | a+                                     |
| Edge                  | 9/10                                   |
| Eurogamer             | 10/10                                  |
| G4                    | 5/5                                    |
| Game Informer         | 9,5/10                                 |
| GameSpot              | 90/100                                 |
| IGN                   | 9,5/10                                 |
| PC Gamer (US)         | 94/100                                 |
| Русскоязычные издания |                                        |
| Издание               | Оценка                                 |
| 3DNews                | 10/10                                  |
| Absolute Games        | 95 %                                   |
| «PC Игры»             | 10/10                                  |
| PlayGround.ru         | 8,5/10                                 |
| StopGame.ru           | «Изумительно»                          |
| «Домашний ПК»         | [ 105 ]                                |
| «Игромания»           | 9/10                                   |
| «Игры Mail.ru»        | 9,5/10                                 |
| «Канобу»              | 10/10                                  |
| «Мир фантастики»      | 9/10                                   |
| «НИМ»                 | 9,1/10                                 |
| «Страна игр»          | 10/10                                  |

### До релиза
Portal 2 удалось заработать высокие оценки критиков ещё до своего выхода — по результатам её презентации на игровой выставке E3 15 июня 2010 года. Сайт IGN дал ей награды как лучшей игре, продемонстрированной в рамках выставки, в четырёх номинациях — «Лучшая игра на PC», «Лучшая игра на Xbox 360», «Лучшая игра на PS3» и «Лучшая игра-головоломка», а также удостоил Portal 2 седьмым местом в десятке самых ярких событий на E3 в 2010 году. GameSpy тоже наградил игру как «Лучшая головоломка» и просто как «Лучшая игра», оставшись восхищённым её геймплеем и структурой игровых загадок. Ежегодно после E3 проходит церемония Game Critics Awards, на которой жюри, состоящее из множества критиков и журналистов, определяет лучшие игры, показанные на выставке. Portal 2 были вручены награды «Лучшая игра на PC» и «Лучшая игра-экшн/приключение»; до этого игра была также номинирована на звания лучшей игры выставки и лучшей игры для консолей. На проходившей 2 февраля 2011 года первой церемонии награждения лауреатов премии New York Videogame Critics Circle Awards игра Portal 2 получила 2 награды: за лучшую работу сценариста (Herman Melville Award) и за лучшее актёрское мастерство (Great White Way Award).

### Отзывы критиков
Игра получила всеобщее признание.
На сайте GameRankings средняя оценка игры, основанная на 35 рецензиях, равна 95,26 %.
На сайте Metacritic — 95 из 100, на основе 50 рецензий.
Российское издание AG.ru поставило игре 95 %.

### Награды
Игра победила в номинации «Головоломка года» (2011) журнала «Игромания».
Portal 2 получила премию BAFTA в области игр 2012 года в номинациях «Best Game», «Design» и «Story».

### Продажи
Летом 2018 года, благодаря уязвимости в защите Steam Web API, стало известно, что точное количество пользователей сервиса Steam, которые играли в игру хотя бы один раз, составляет 13 062 700 человек.

## Прочие факты
- Кейв Джонсон — эксцентричный и переменчивый глава Aperture Science — должен был получить более заметную роль в сюжете Portal 2. Об этом заявил во время семинара Plot vs. Play на PAX Prime (ведущий Бен Гилберт) сценарист игры Эрик Уолпоу. Уолпоу описал сцену, которую вырезали из финальной версии Portal 2, когда в Valve поняли, что по механике она мешает погружению в игру: голос Кейва Джонсона раздается по интеркому «Я — Кейв Джонсон». Затем добавляет: «Нет, серьёзно. Я — Кейв Джонсон. Вниз посмотри». Личность Джонсона была заперта в компьютере, и он просит, чтобы его отключили; игрок должен был прислонить компьютер к стене и прыгнуть на выступ. В конце концов, этот геймплейный момент забраковали, а сюжетную арку с участием Кейва вырезали.
- Во время разработки уровни составлялись из небольших блоков, соединённых невидимыми порталами; это позволяло быстро перекомпоновывать комнаты[122]. Перед окончательной сдачей игры автоматика состыковывала порталы в единый уровень. Порталы остались только в подвижном ящике в последней главе, где Уитли сбрасывает на Челл неисправные турели. Внутри этот ящик больше, чем снаружи.
- Проходя финальную битву, можно открыть под Уитли и на Луне два портала одного цвета — всё равно начнётся концовка. Подобная защита от неправильных действий игрока применялась и в других местах — в последней главе, путешествуя по воронке и спасаясь от панелей с шипами, тестеры забывали, какой портал следовало открыть, и удивлялись, когда воронка не появлялась[122].
- Кэролайн появилась в сюжете из желания сэкономить. В записях Кейва Джонсона вместо её голоса должен был появляться голос тихони-лаборанта, которым Кейв командует, но приглашать отдельного актёра для нескольких фраз команда разработчиков не захотела. Так в сюжете появилась Кэролайн, озвученная всё той же Эллен Маклейн, которая озвучивает GLaDOS[122].
- В одной из локаций 1-й главы в трубе пневмотранспортёра лежит турель (это первая турель, которая встречается по ходу игры). Турель неисправно моргает лазером и пытается привлечь к себе внимание, повторяя «простите», а когда игрок проходит мимо неё, турель говорит «я не такая». Позже, в середине 5-й главы, эту же турель можно обнаружить на ленте конвейера, которая несёт её в печь. Турель призывает к себе игрока теми же словами «я не такая», и, если игрок спасает её от гибели в печи, турель благодарит его и говорит: «Спасибо. Разозлись. Не делай лимонад. Боги наказали Прометея за то, что он принес людям знания. Он был заточен в глубинах земли, и птицы клевали его. Этого недостаточно. Ответ под нами. Её зовут Кэролайн. Помни это. Это все, что я могу сказать.»
- В 5-й главе на выставке с детскими работами «Приведи дочь на работу» позади работы с разросшейся картошкой можно увидеть подпись: «by Chell». Чуть выше этой надписи есть рисунок со знаком Aperture Science, под которым надпись «Special ingredient from Dad’s Work» (с англ. — «Специальный ингредиент с папиной работы»).
- Заняв новое тело и наслаждаясь всемогуществом, Уитли произносит фразу на испанском, которую сам не понимает, а именно «Estas usando este software de traduccion de forma incorrecta. Por favor, consulta el manual», что означает «Вы неправильно используете программное обеспечение для перевода. Пожалуйста, сверьтесь с инструкцией».
- В разных частях игры действие или бездействие игрока может найти впоследствии отражение в комментариях персонажей[~ 3].
- В Portal 2 SDK был найден код, относящийся к Советнику из вселенной Half-Life[123][124]
- В главе «Чесотка» можно разбивать экраны. При этом на каждый разбитый экран Уитли говорит прямо или намёками не разбивать эти экраны.